# Tiro nos Jogos Olímpicos de Verão da Juventude de 2014 - Carabina de ar 10 m feminino
As provas de Tiro - Carabina de ar a 10 m feminino nos Jogos Olímpicos de Verão da Juventude de 2014 decorreram a 19 de Agosto de 2014 na Base de Treinos de Desportos de Fangshan em Nanquim, China. A suíça Sarah Hornung sagrou-se campeã Olímpica, Lindsay Veloso de Singapura foi medalha de Prata, e Julia Budde da Alemanha conquistou o Bronze.

## Medalhistas
| Ouro   | SUI Sarah Hornung  |
| Prata  | SIN Lindsay Veloso |
| Bronze | GER Julia Budde    |

## Resultados da final
| Pos.              | Dorsal | Atiradora           | Pontuação |
| ----------------- | ------ | ------------------- | --------- |
| Medalha de ouro   | 1480   | SUI Sarah Hornung   | 207.8     |
| Medalha de prata  | 1441   | SIN Lindsay Veloso  | 207.2     |
| Medalha de bronze | 1180   | GER Julia Budde     | 186.3     |
| 4                 | 1240   | IRI Najmeh Khedmati | 163.9     |
| 5                 | 1120   | CRO Ivana Babic     | 141.4     |
| 6                 | 1100   | CHN Pei Ruijiao     | 121.2     |
| 7                 | 1470   | SRB Milica Babic    | 100.9     |
| 8                 | 1350   | MGL Angirmaa Nergui | 80.1      |